# Gert Jõeäär
Gert Jõeäär (Tallinn, 9 luglio 1987) è un ciclista su strada estone, professionista dal 2013 al 2016 e cinque volte campione nazionale, due in linea e tre a cronometro.

## Carriera
Passato nel professionismo con la Cofidis nel 2013 a 26 anni, dopo diverse stagioni tra i dilettanti in Francia, l'anno seguente è riuscito ad aggiudicarsi la classifica finale della Tre giorni delle Fiandre Occidentali, battendo il campione in carica Kristof Vandewalle. Ha vinto cinque campionati nazionali, due in linea e tre a cronometro. Dal 2017 gareggia con una squadra amatoriale estone o con la selezione nazionale, in corse locali.

## Palmarès
- 2008 (dilettanti)

Campionati estoni, Prova a cronometro Under-23
- 2011 (dilettanti)

5ª tappa Tour de la Manche
4ª tappa Ronde de l'Oise (Bailleul > Liancourt)
- 2012 (dilettanti)

5ª tappa Tour de la Manche
2ª tappa Ronde de l'Oise (Longueil-Sainte-Marie > Ribécourt)
Parigi-Chauny
- 2013 (Cofidis, due vittorie)

1ª tappa, 2ª semitappa Tour of Estonia (Tallinn, cronometro)
Classifica generale Tour of Estonia
- 2014 (Cofidis, tre vittorie)

Prologo Tre giorni delle Fiandre Occidentali (Middelkerke, cronometro)
Classifica generale Tre giorni delle Fiandre Occidentali
Campionati estoni, Prova in linea
- 2015 (Cofidis, due vittorie)

Campionati estoni, Prova in linea
Campionati estoni, Prova a cronometro
- 2016 (Cofidis, una vittoria)

Campionati estoni, Prova a cronometro
- 2017 (Nazionale estone, due vittorie)

2ª tappa Tour of Estonia (Tartu > Tartu)
Campionati estoni, Prova in linea
- 2018 (Nazionale estone, una vittoria)

Prologo Baltic Chain Tour (Tallinn, cronometro)
- 2020 (Nazionale estone, due vittorie)

3ª tappa Baltic Chain Tour (Valga > Valga)
Classifica generale Baltic Chain Tour

## Piazzamenti

### Grandi Giri
- Vuelta a España

2014: 152º

### Classiche monumento
- Milano-Sanremo

2015: ritirato
- Giro delle Fiandre

2014: 92º
2015: ritirato
- Parigi-Roubaix

2014: ritirato
2015: 110º
2016: ritirato

### Competizioni mondiali
- Campionati del mondo

Salisburgo 2005 - Cronometro Juniores: 22º
Salisburgo 2006 - Cronometro Under-23: 52º
Salisburgo 2006 - Prova in linea Under-23: ritirato
Varese 2008 - Cronometro Under-23 24º
Mendrisio 2009 - Cronometro Under-23 52º
Toscana 2013 - Cronometro Elite 53º
Ponferrada 2014 - In linea Elite: ritirato
Doha 2016 - In linea Elite: ritirato

### Competizioni europee
- Campionati europei di ciclismo su strada

Plouay 2020 - In linea Elite: ritirato